# Blatta
Blatta is een monotypisch geslacht van kakkerlakken uit de familie Blattidae.

## Soort
- Blatta orientalis Linnaeus, 1758 (Oosterse kakkerlak)